# Impact (Texas)
Impact è una città degli Stati Uniti d'America, situata nello stato del Texas, nella Contea di Taylor.